# Kościół Najświętszego Serca Pana Jezusa w Chojnie
Kościół Najświętszego Serca Pana Jezusa w Chojnie – rzymskokatolicki kościół parafialny w mieście Chojna, w powiecie gryfińskim, w województwie zachodniopomorskim. Należy do dekanatu Chojna. Mieści się przy ulicy Roosevelta.
Został wybudowany w 1913 w stylu neogotyckim jako pierwsza świątynia katolicka w mieście po reformacji. Jego fundatorami byli Polacy pracujący w majątkach niemieckich. Budowla o jednej nawie z dwoma kruchtami przy fasadzie frontowej. Nad wejściem głównym, od strony zachodniej, znajduje się rozeta oraz wieża o zakończeniu ostrosłupowym. Prezbiterium mieści się od strony wschodniej. Przy nim znajdują się dwie zakrystie.
12 czerwca 2021 roku metropolita szczecińsko-kamieński abp Andrzej Dzięga podniósł kościół do rangi Sanktuarium Najświętszego Serca Pana Jezusa Chrystusa Króla.

## Przypisy

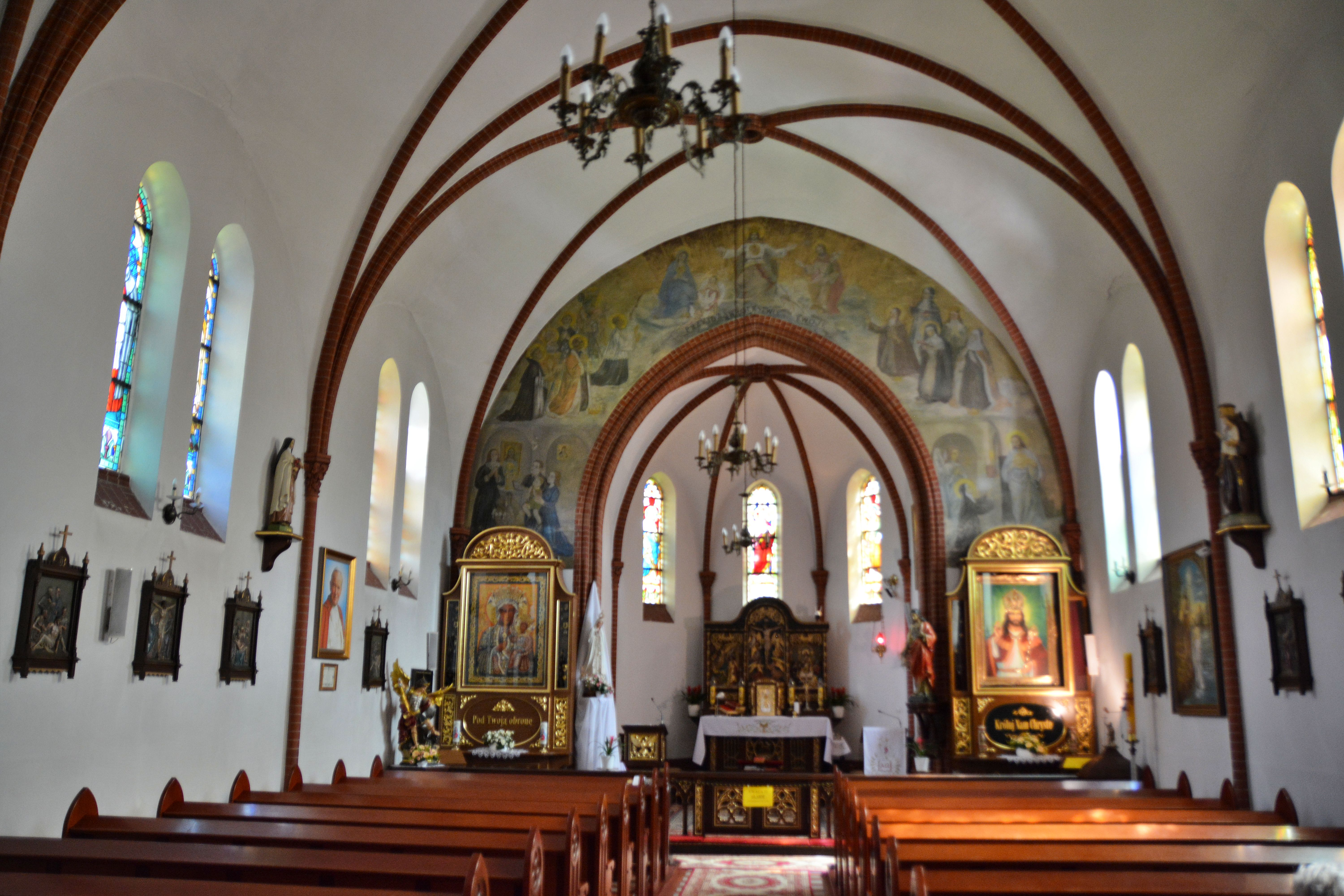
Wnętrze kościoła
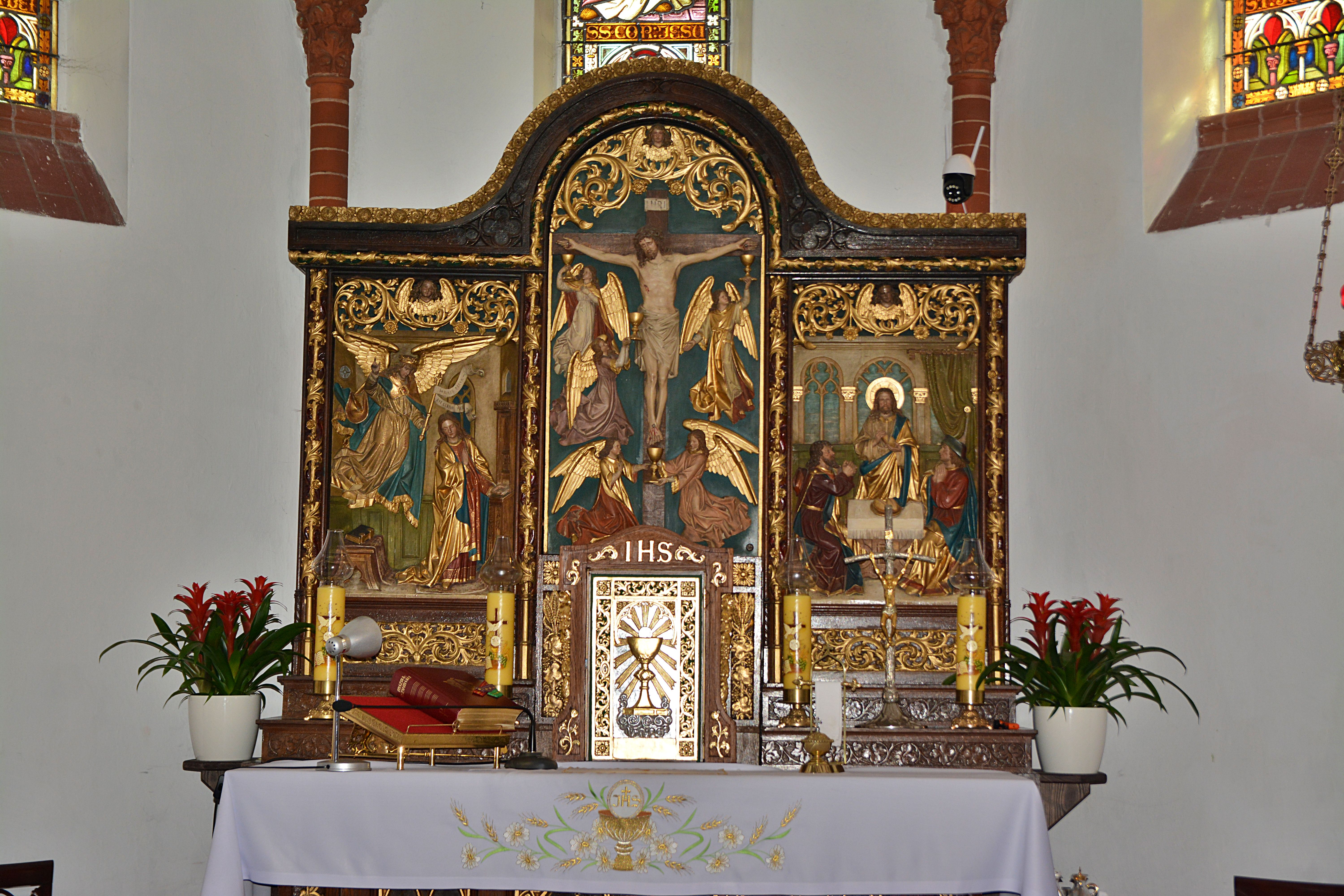
Ołtarz główny